# أنتوني باندا
أنتوني باندا (بالإنجليزية: Anthony Banda)‏ هو لاعب كرة قاعدة أمريكي، ولد في 10 أغسطس 1993 في كوربوس كريستي في الولايات المتحدة.

## وصلات خارجية
- أنتوني باندا على موقع دوري كرة القاعدة الرئيسي (الإنجليزية)
- أنتوني باندا على موقعبيزبول رفرنس.كوم (الدوري الرئيسي) (الإنجليزية)
- أنتوني باندا على موقعبيزبول رفرنس.كوم (الدوري الثانوي) (الإنجليزية)
- أنتوني باندا على موقع إي إس بي إن.كوم (أم.أل.بي) (الإنجليزية)
- أنتوني باندا على موقع مشجعي الرسوم البيانية (الإنجليزية)